# Hectopsylla psittaci
Hectopsylla psittaci är en loppart som beskrevs av von Frauenfeld 1860. Hectopsylla psittaci ingår i släktet Hectopsylla och familjen Tungidae. Inga underarter finns listade i Catalogue of Life.